# Muro di Sormano
El Muro di Sormano (en català, Mur de Sormano) és una pujada situada que es troba a Sormano, Como, Itàlia, famosa per formar part del recorregut de la Volta a Llombardia.

## Giro de Llombardia
El Muro di Sormano va formar part del recorregut de la Volta a Llombardia entre 1960 i 1962. El Muro va ser exclòs de la competició degut a la seva duresa, que provocava que els ciclistes caiguessin de les bicicletes a les costerudes rampes i això creés un enorme caos. La pujada té una longitud d'1,92 quilòmetres, amb un pendent mitjà del 15,83%, amb rampes màximes del 25,27%.
Això no obstant, l'ascensió va ser recuperada en el Giro de Llombardia 2012, situat a més de 80 km del final, a Lecco. Va ser en aquesta edició en la qual es va batre el rècord de velocitat en pujar el Muro, per part de Sergio Henao, trigant 9 minuts, 20 segons i 71 mil·lèsimes, superant només per 238 mil·lèsimes Joaquim Rodríguez (2n), el que significa una velocitat mitjana de 12,343 km/h.